# Aptopus luridus
Aptopus luridus là một loài bọ cánh cứng trong họ Elateridae. Loài này được Aranda miêu tả khoa học năm 1996.